# Нижнеподпольный
Нижнеподпольный — хутор в Аксайском районе Ростовской области.
Входит в состав Ольгинского сельского поселения.

## География
Расположен в 25 км (по дорогам) юго-восточнее районного центра — города Аксай.

### Улицы
| - пер. 1-й - пер. 2-й - пер. 3-й - пер. 4-й | - ул. Новая - ул. Первомайская - ул. Центральная |

## Население
| 1989 | 2002 | 2010 |
| ---- | ---- | ---- |
| 598  | ↗682 | ↘650 |